# Silvia Meixner
Silvia Meixner (geboren 1966 in Wien) ist eine Schriftstellerin und Journalistin.

## Leben
Meixner arbeitete unter anderem als Redakteurin für Die Welt, Bunte und Bild. Mittlerweile ist sie als Autorin und freie Journalistin mit den Schwerpunkten Reportage, Reisen, Wirtschaft und Diplomatie tätig. Unter anderem ist sie Herausgeberin und Chefredakteurin der Webseite Good-stories.de und schreibt regelmäßig Beiträge für die Achse des Guten.
2015 veröffentlichte sie ihr Buch „Gestalkt – Tagebuch der Angst: Wie ich mich gegen meinen Verfolger zur Wehr setze“, in dem sie über eigene Erfahrungen berichtete und Tipps für den Umgang mit Stalking-Situationen gab. Welt und Süddeutsche Zeitung druckten zeitnah Texte von Meixner zum gleichen Thema.
Meixner lebt seit 1996 in Deutschland, ihr Lebensmittelpunkt ist Berlin.

## Werke
- mit Ernst Tumpold: Kinder aufs Lernen vorbereiten : Edu-Kinestetik für Eltern und Lehrer. Droemer Knaur, 1996, ISBN 3-426-76114-9.
- mit Gisela Schütte: Und Tschüss... Handbuch zur fröhlichen Trennung. Eichner Verlag Jasmin, 1998, ISBN 3-89668-169-9.
- mit Gisela Schütte: Handbuch für die perfekte Affäre. Marion von Schröder Verlag, 2001, ISBN 3-547-78095-0.
- mit Carmen Böker: Wie werde ich ein Berliner? In 55 Schritten zum Hauptstädter. FAB-Verlag, 2002, ISBN 3-927551-52-X.
- mit Gisela Schütte: Augen zu und durch: Ein Handbuch für Fussballmuffel. B & S Siebenhaar Verlag, 2006, ISBN 3-936962-32-4.
- mit Gisela Schütte: Geschafft, gelungen, gerettet: Die besten Nachrichten aus 2010. Bastei Verlag, 2010, ISBN 978-3-404-60658-0.
- mit Gideon Böss und Alexander Wendt: Auf ein Gläschen mit Helmut Schmidt. Albrecht Knaus Verlag, 2013, ISBN 978-3-813-50590-0.
- Gestalkt – Tagebuch der Angst: Wie ich mich gegen meinen Verfolger zur Wehr setze. Heyne, 2015, ISBN 978-3-641-14518-7.